# جليكا تسفيانوفتش
جليكا تسفيانوفتش (مواليد 4 مارس 1967) هي سياسية من صرب البوسنة، تشغل منصب العضو الصربي الثامن والحالي لرئاسة البوسنة والهرسك منذ عام 2022، كما أنها تشغل منصب رئيستها منذ نوفمبر 2024. وشغلت سابقًا منصب الرئيس التاسع لجمهورية صرب البوسنة من نوفمبر 2018 إلى 2022.
كانت سفيجانوفيتش، وهي عضو في تحالف الديمقراطيين الاجتماعيين المستقبلين، رئيسة الوزراء الحادية عشرة لجمهورية صربسكا من عام 2013 إلى عام 2018. في الانتخابات العامة لعام 2018، تم انتخابها رئيسة لجمهورية صربسكا، وتولت منصبها في 19 نوفمبر 2018.
في الانتخابات العامة لعام 2022، انتُخبت سفيجانوفيتش كعضو صربي في مجلس رئاسة البوسنة والهرسك، لتصبح أول عضوة في مجلس الرئاسة منذ نهاية الحرب البوسنة. وقد أدت اليمين الدستورية كعضو في مجلس الرئاسة في 16 نوفمبر 2022.

## الحياة المبكرة والتعليم
ولدت سفيجانوفيتش باسم زيلكا جرابوفاك في تسليتش، البوسنة والهرسك الحالية في 4 مارس 1967. قبل أن تتجه للعمل السياسي بدوام كامل، كانت معلمة لغة إنجليزية. درست سفيجانوفيتش في كلية العلوم الإنسانية بجامعة سراييفو وكلية الفلسفة في بانيا لوكا وكلية الحقوق في بانيا لوكا. وهي أستاذة في اللغة الإنجليزية وآدابها، كما حصلت على درجة الماجستير في القانون الدبلوماسي والقنصلي من كلية الحقوق في بانيا لوكا حول "الوضع الدولي والقانوني للاتحاد الأوروبي".

## الحياة المهنية
عملت تسفيانوفتش كمعلمة للغة الإنجليزية ومترجمة أولى ومساعدة لبعثة مراقبة الاتحاد الأوروبي في البوسنة والهرسك. ثم عملت كمستشارة للتكامل الأوروبي والتعاون مع المنظمات الدولية لرئيس وزراء جمهورية صربسكا ميلوراد دوديك؛ وكرئيسة لشؤون مجلس الوزراء لرئيس الوزراء؛ وأدارت وحدة التنسيق والتكامل الأوروبي.
في الفترة البرلمانية 2010-2014، كانت سفيجانوفيتش عضوًا خبيرًا خارجيًا في لجنة التكامل الأوروبي والتعاون الإقليمي في الجمعية الوطنية لجمهورية صربسكا. في 29 ديسمبر 2010، تم تعيينها في منصب وزيرة الشؤون الاقتصادية والتعاون الإقليمي في حكومة جمهورية صربسكا بقيادة رئيس الوزراء ألكسندر زومبيتش. في 12 مارس 2013، تم تعيين سفيجانوفيتش رئيسة وزراء جمهورية صربسكا، خلفًا لزومبيتش. وبصفتها رئيسة الوزراء الجديدة، أصبحت أول امرأة تشغل هذا المنصب.
في الانتخابات العامة لعام 2014، ترشحت سفيجانوفيتش عن الائتلاف الحاكم تحالف الديمقراطيين الاجتماعيين المستقبلين - التحالف الشعبي الديمقراطي - الحزب الاشتراكي (البوسنة والهرسك) لمنصب العضو الصربي في مجلس رئاسة البوسنة والهرسك. خسرت أمام مرشح المعارضة ملادن إيفانيتش (PDP) بهامش ضيق، وأعيد تعيينها لاحقًا رئيسة وزراء جمهورية صربسكا في الحكومة الخامسة عشرة للكيان.
في الانتخابات العامة 2018، تم انتخاب تسفيجانوفيتش رئيسًا لجمهورية صربسكا، وتولى منصبه في 19 نوفمبر 2018. في 15 نوفمبر 2022، خلف دوديك تسفيانوفيتش كرئيس لجمهورية صربسكا.
في 11 أبريل 2022، فرضت المملكة المتحدة عقوبات على سفيجانوفيتش وميلوراد دوديك، العضو الصربي في الرئاسة البوسنية، لمحاولتهما تقويض شرعية البوسنة والهرسك، ورحت وزيرة الخارجية البريطانية ليز تراس أن دوديك وسفيجانوفيتش "يقوضان عمدًا السلام الذي تحقق بشق الأنفس في البوسنة والهرسك. وبتشجيع من الرئيس الروسي فلاديمير بوتين، فإن سلوكهما المتهور يهدد الاستقرار والأمن في جميع أنحاء غرب البلقان".